# 謝列齊 (圖里西克區)
51°6′38″N 24°34′39″E / 51.11056°N 24.57750°E
謝列齊（烏克蘭語：Селець），是烏克蘭的村落，位於該國西部沃倫州，由科韋利區負責管轄，始建於1577年，面積2.35平方公里，海拔高度178米，2001年人口514，人口密度每平方公里218.63人。